# 菊池政治
菊池政治（10月13日—）是日本男性原畫家、插圖畫家，血型A型。作品多為十八禁遊戲的CG，於2006年下半年初次正式為輕小說繪畫插圖。亦不定時在Comic Market發售同人誌。

## 簡介
- 1998年至1999年為BELL-DA的遊戲繪圖，2000年至2001年其間則是F&C和旗下公司Fairy tale，其後主要為戲畫及其關聯公司（TGL、Alchemist）工作。
- 《DUEL SAVIOR》開始稍微改變畫風。
- 是個確切認為吸煙對身體不好的煙民，曾多次自我禁煙一段時間。吸的香煙牌子為萬寶路。

## 作品

### 遊戲
- （人物設計及CG原畫，BELL-DA，1998年7月16日發售）
- Fresh! ～Teens Memory～（人物設計及CG原畫，BELL-DA，1999年6月17日發售）
- Enamel Panic!!（部份人物（3人）設計及CG原畫，F&C，2000年6月23日發售）
- 我・喜歡・你（人物設計及CG初稿，TERIOS）
- Lipstick ADV.4（人物設計、CG原畫及廣告，Fairy tale，2001年2月23日發售）
- BALDR FORCE（人物設計、CG原畫及廣告，戲畫，2002年11月1日發售）
  - BALDR FORCE EXE PC版、DC版、PS2版（新增CG原畫及廣告，戲畫、TGL、Alchemist）
  - BALDR FORCE EXE RESOLUTION（DVD封面、光碟封面、DVD內附特典紀念卡，GENEON）
  - BALDR FORCE Standard Edition（遊戲封面，TGL，2007年3月23日發售）
- Virtuacall Chronicle（部份人物（2人）設計及CG原畫，F&C，2004年8月13日發售）
- DUEL SAVIOR（人物設計、CG原畫及廣告，戲畫，2004年10月1日發售）
  - DUEL SAVIOR JUSTICE（新增CG原畫及廣告，戲畫，2005年7月29日發售）
  - DUEL SAVIOR DESTINY（新增CG原畫及廣告，Alchemist，2007年10月24日發售）
- 黑暗的彼方（人物設計及CG原畫，CALIGULA，2006年7月21日發售）
- 機甲戰線 REVELLION（人物重新設計及CG重畫，戲畫，2006年9月29日發售）
  - 機甲戰線 EQUILIBRIUM（新增CG原畫，Alchemist，2007年10月24日發售）
- Xross Scramble ～TEAM BALDRHEAD Perfect Collection～（人物設計、CG原畫及廣告，戲畫，2007年4月27日發售）
- OTOME CRISIS（戲畫，2008年3月28日發售）
- Wrestle Angels（人物設計（森嶋亞里沙），TRYFIRST，2008年11月6日發售）
- BALDR SKY（人物設計、CG原畫，戲畫，2009年3月27日發售Dive1，第二部Dive2於2009年11月27日發售）
- MATERIAL BRAVE（人物設計、CG原畫，戲畫，2012年3月23日發售）
  - MATERIAL BRAVE Ignition（人物設計、CG原畫，戲畫，2013年1月25日發售）
- BALDR BRINGER（原畫，戲畫，2017年10月27日發售）

### OVA
- BALDR FORCE EXE RESOLUTION（封面設計，2006年11月10日～2007年4月4日）

### 輕小說
- DUEL SAVIOR JUSTICE（封面設計及插畫，皆川千尋著，JIVE出版，2005年12月24日發售，ISBN 4-86176-244-8）
- 鯨之天空（封面設計及插畫，著，富士見書房出版，2006年9月20日～2007年11月20日，全四卷）
- （封面設計及插畫，水藤朋彥著，電擊文庫）
- 迷茫管家與膽怯的我（封面設計及插畫，朝野始著，MF文庫J）
- 蒼柩的青金石（封面設計及插畫，朝野始著，MF文庫J）
- （秋田禎信著，講談社輕小說文庫）
- （封面設計及插畫，冰高悠著，富士見Fantasia文庫）
- 賢者之孫（封面設計及插畫，吉岡剛著，Fami通文庫）
- （封面設計及插畫，著，講談社輕小說文庫）

### 畫集
- DUEL SAVIOR JUSTICE Offical Fanbook（封面設計、收錄遊戲CG、廣告等，EAGLE出版，2005年8月30日發售，ISBN 4-86146-077-8）
- BALDR BULLET "REVELLION" Visual Fanbook（收錄遊戲CG、訪問等，彩文館出版，2007年10月25日發售，ISBN 978-4-7756-0246-1）

### CD
- SHORT CIRCUIT II（人物設計、CD封面設計、插畫，I've出版，歌手：KOTOKO、，2007年6月22日發售）